# Armel Le Cléac’h

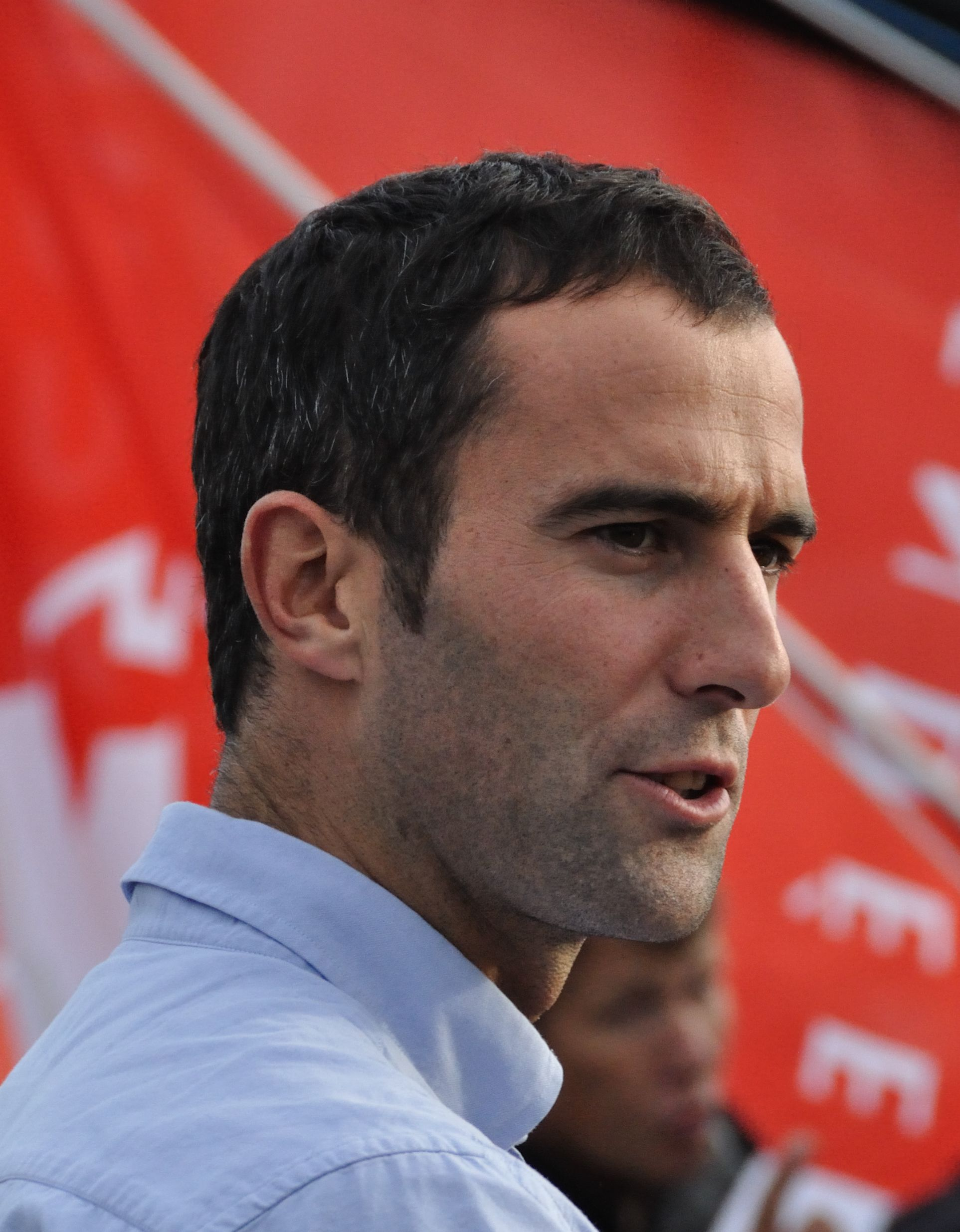
Armel Le Cléac’h (2012)

Armel Le Cléac’h [kleax] (Spitzname Der Schakal; * 11. Mai 1977 in Saint-Pol-de-Léon, Département Finistère, Frankreich) ist ein französischer Profi-Hochseesegler seit 1999. Er ist Mitglied im Verwaltungsrat (Conseil d’administration) der IMOCA-Klassenvereinigung.

## Werdegang
Französischer Meister des Einhand-Hochseesegelns 2003, zweimaliger Sieger der Solitaire du Figaro (2003 und 2010), zweimaliger Sieger der Transat AG2R 2004 und 2010, Sieger The Transat 2016, Weltmeister der Klassenvereinigung IMOCA 2008, zweimal Zweiter der Vendée Globe (2008–2009 und 2012–2013). 
2014 stellte er mit Ultime Banque Populaire VII einen 24-Stunden-Rekord für Einhandsegler von 673 sm auf.

Am 19. Januar 2017 gewann er bei der 8. Austragung der Vendée Globe (2016–2017) den Titel in einer Rekordzeit von 74 Tagen, 3 Stunden, 35 Minuten und 46 Sekunden.
2018 gewann Le Cléac’h den Laureus World Sports Award in der Kategorie Action-Sportler des Jahres.
2022 ging Le Cléac'h bei der Route du Rhum als einer der Favoriten ins Rennen, musste aber bereits am 10. November den Hafen von L'Orient anlaufen, da das Hauptschwert seines Trimarans gebrochen ist.